# Валлефьорита
Валлефьорита (итал. Vallefiorita) — коммуна в Италии, располагается в регионе Калабрия, подчиняется административному центру Катандзаро.
Население составляет 2433 человека, плотность населения составляет 187 чел./км². Занимает площадь 13 км². Почтовый индекс — 88050. Телефонный код — 0961.